# Henri XIV de Bavière
Henri XIV (29 septembre 1305 – 1er septembre 1339 à Landshut), dit « l'Aîné » (der Ältere), est un duc de Basse-Bavière de la Maison de Wittelsbach. Il règne de 1310 à sa mort, conjointement avec son frère Othon IV.
Le 12 août 1328, Henri XIV épouse Marguerite de Bohême (1313-1341), fille du roi Jean Ier. Ils ont deux enfants :
- Jean Ier (1329-1340)
- Henri (1330-1330)